# Freak of Nature
Freak Of Nature (Capricho de la naturaleza) es el segundo álbum de la cantante y compositora estadounidense Anastacia, lanzado en el Reino Unido el 26 de noviembre de 2001, y más tarde en todo el mundo el 11 de diciembre de 2001. Fue principalmente producido por Ric Wake con la producción ocasional de Sam Watters, Louis Biancaniello, y Richie Jones. El álbum debutó en el número veintisiete en los Billboard 200 de EE. UU., mientras que alcanzó el número cuatro en el Reino Unido y número uno en Alemania, Suiza, los Países Bajos, Bélgica, Suecia, Dinamarca y Noruega. Vendiendo aproximadamente 12.000.000 de discos en todo el mundo. El álbum fue relanzado el 4 de noviembre de 2002, como un conjunto de colección de edición, re-envasados con un disco extra que incluye temas extra, remezclas y grabaciones en directo. 
Algunas ediciones del álbum no se pueden reproducir en Windows o Mac.

## Lista de canciones
| N.º | Título                          | Escritor(es)                                                          | Productores                                   | Duración |  |
| 1.  | «Freak Of Nature»               | Anastacia, Richie Jones, Billy Mann, Eric Kupper                      | Ric Wake, Richie Jones                        | 3:39     |  |
| 2.  | «Paid My Dues»                  | Anastacia, Damon Sharpe, Greg Lawson, LaMenga Kafi                    | Ric Wake, Richie Jones                        | 3:21     |  |
| 3.  | «Overdue Goodbye»               | Anastacia, Mann                                                       | Ric Wake, Richie Jones                        | 4:34     |  |
| 4.  | «You'll Never Be Alone»         | Anastacia, Sam Watters, Louis Biancaniello                            | Sam Watters, Louis Biancaniello, Richie Jones | 4:21     |  |
| 5.  | «One Day in Your Life»          | Anastacia, Watters, Biancaniello                                      | Ric Wake, Sam Watters, Louis Biancaniello     | 3:28     |  |
| 6.  | «How Come the World Won't Stop» | Anastacia, Mann                                                       | Ric Wake, Richie Jones                        | 4:03     |  |
| 7.  | «Why'd You Lie to Me»           | Anastacia, Sharpe, Greg Lawson, Trey Parker, Damon Butler, Canela Cox | Ric Wake, Richie Jones                        | 3:43     |  |
| 8.  | «Don't Cha Wanna»               | Anastacia, Stevie Wonder, Watters, Biancaniello, Yvonne Wright        | Sam Watters, Louis Biancaniello               | 3:43     |  |
| 9.  | «Secrets»                       | Anastacia, Brian James                                                | Ric Wake, Richie Jones                        | 5:22     |  |
| 10. | «Don't Stop (Doin' It)»         | Anastacia, Watters, Biancaniello                                      | Sam Watters, Louis Biancaniello               | 4:21     |  |
| 11. | «I Dreamed You»                 | Anastacia, Derek Bramble, Lindy Robbins                               | Ric Wake                                      | 5:04     |  |
| 12. | «Overdue Goodbye (Reprise)»     |                                                                       |                                               | 1:35     |  |

| Bonus Tracks |                                                                                                 |                                       |              |          |  |
| N.º          | Título                                                                                          | Escritor(es)                          | Productores  | Duración |  |
| 13.          | «Boom» (Japan Bonus track)                                                                      | Anastacia, Glen Ballard               | Glen Ballard | 3:18     |  |
| 14.          | «I Thought I Told You That» (con Faith Evans) (North American & Collectors Edition Bonus track) | Anastacia, Miklos Malek, Nicole Renee | Ric Wake     | 3:35     |  |
| 15.          | «Some Day My Prince Will Come» (Collectors Edition)                                             | Frank Churchill, Larry Morey          | Glen Ballard | 3:44     |  |

### Edición estadounidense
1. "Freak of Nature" – 3:39
2. "Paid My Dues" – 3:21
3. "Overdue Goodbye" – 4:34
4. "You'll Never Be Alone" – 4:21
5. "One Day in Your Life" – 3:28
6. "How Come the World Won't Stop" – 4:03
7. "I Thought I Told You That" (featuring Faith Evans) – 3:35
8. "Why'd You Lie to Me" – 3:43
9. "Don't Cha Wanna" – 3:43
10. "Secrets" – 5:22
11. "Don't Stop (Doin' It)" – 4:21
12. "I Dreamed You" – 5:04
13. "Overdue Goodbye" (Reprise) – 1:35

### Collectors Edition bonus disc
(Un disco es igual que la edición Europea)

#### Edición Europea y Australiana
1. "I Thought I Told You That" (featuring Faith Evans) – 3:35
2. "Someday My Prince Will Come" – 3:44
3. "Boom" (Canción oficial de la Copa Mundial de Fútbol de 2002) – 3:19
4. "Paid My Dues" (The S-Man's Darkstar Mix) – 5:17
5. "One Day in Your Life" (Hex Hector/Mac Quayle Club Mix) – 10:12
6. "Why'd You Lie to Me" (Nu Soul DNB Mix) – 6:38
7. "Freak of Nature" (Live from Japan, 13 Sept 2002) – 4:23
8. "Overdue Goodbye" (Live from Japan, 13 Sept 2002) – 5:41

#### Edición estadounidense e inglesa
1. "I Thought I Told You That" (featuring Faith Evans) – 3:35
2. "Someday My Prince Will Come" – 3:44
3. "Paid My Dues" (The S-Man's Darkstar Mix) – 5:17
4. "One Day in Your Life" (Hex Hector/Mac Quayle Club Mix) – 10:12
5. "Why'd You Lie to Me" (Nu Soul DNB Mix) – 6:38
6. "Freak of Nature" (Live from Japan, 13 Sept 2002) – 4:23
7. "Overdue Goodbye" (Live from Japan, 13 Sept 2002) – 5:41

## Posicionamiento
| Listas (2001/2002)             | Mejor posición |
| ------------------------------ | -------------- |
| Australian Albums Chart        | 5              |
| Austrian Albums Chart          | 2              |
| Belgian Albums Chart (Flandes) | 1              |
| Belgian Albums Chart (Valonia) | 7              |
| Canada Albums Chart            | 7              |
| Danish Albums Chart            | 1              |
| Dutch Albums Chart             | 1              |
| European Top 100 Albums        | 1              |
| Finnish Albums Chart           | 8              |
| French Albums Chart            | 15             |
| German Albums Chart            | 1              |
| Hungarian Albums Chart         | 5              |
| Irish Albums Chart             | 7              |
| Italian Albums Chart           | 3              |
| New Zealand Albums Chart       | 9              |
| Norwegian Albums Chart         | 1              |
| Mexicon Albums Chart           | 17             |
| Polish Albums Chart            | 2              |
| Russia Albums Chart            | 2              |
| Swedish Albums Chart           | 1              |
| Swiss Albums Chart             | 1              |
| UK Albums Chart                | 4              |
| U.S. Billboard 200             | 6              |

| País          | Certificación |
| ------------- | ------------- |
| Alemania      | 3× Platino    |
| Argentina     | Oro           |
| Australia     | 3× Platino    |
| Austria       | Platino       |
| Bélgica       | 2× Platino    |
| Canadá        | 6× Platino    |
| Dinamarca     | Platino       |
| España        | Platino       |
| Europa        | 3× Platino    |
| Finlandia     | Platino       |
| Francia       | 2× Oro        |
| Hungría       | Platino       |
| Japón         | Platino       |
| México        | Oro           |
| Nueva Zelanda | Platino       |
| Noruega       | 2× Platino    |
| Países Bajos  | 2× Platino    |
| Polonia       | 4× Platino    |
| Portugal      | Platino       |
| Reino Unido   | 3× Platino    |
| Rusia         | 6× Platino    |
| Suecia        | 2× Platino    |
| Suiza         | 5× Platino    |

## Historia de publicación
| País        | Fecha                   | Formato                  | Compañía      |
| ----------- | ----------------------- | ------------------------ | ------------- |
| Reino Unido | 26 de noviembre de 2001 | CD                       | Sony          |
| Reino Unido | 11 de noviembre de 2002 | 2× CD collectors edition | Sony          |
| Francia     | 26 de noviembre de 2001 | CD                       | Sony          |
| Francia     | 11 de noviembre de 2002 | 2× CD collectors edition | Sony          |
| Alemania    | 26 de noviembre de 2001 | CD                       | Sony          |
| Alemania    | 11 de noviembre de 2002 | 2× CD collectors edition | Sony          |
| Suiza       | 26 de noviembre de 2001 | CD                       | Sony          |
| Suiza       | 11 de noviembre de 2002 | 2× CD collectors edition | Sony          |
| Australia   | 26 de noviembre de 2001 | CD                       | Sony          |
| Australia   | 25 de noviembre de 2002 | 2× CD collectors edition | Sony          |
| EE. UU.     | 18 de junio de 2002     | CD                       | Epic/Daylight |
| EE. UU.     | 18 de noviembre de 2002 | 2× CD collectors edition | Epic/Daylight |
| Japón       | 24 de julio de 2002     | CD                       | Sony          |